# 잭 뎀시
윌리엄 해리슨 "잭" 뎀시(William Harrison "Jack" Dempsey, 1895년 6월 24일 ~ 1983년 5월 31일, 별명: "Kid Blackie" 및 "The Manassa Mauler")는 1914년부터 1927년까지 경기에 참여하고 1919년부터 1926년까지 세계 헤비급 챔피언이었던 미국의 프로 복싱 선수였다. 1920년대의 문화 아이콘인 뎀시의 공격적인 전투 스타일과 예기치 않은 펀칭 파워를 통해 역사상 가장 인기있는 복싱 선수 가운데 한 명이 되었다. 그의 경기 중 많은 수가 재정적 기록과 관객 기록을 남겼으며 여기에는 최초의 100만 달러 입장료가 포함된다.